# Secrets & Lies
«Тайны и ложь» (англ. Secrets & Lies) — девятая серия первого сезона американского телесериала «90210: Новое поколение», премьера которого состоялась 4 ноября 2008 года (вторник). Режиссёр — Ник Мэрк по сценарию Дэйлин Родригес, на основе персонажей, созданных Дарреном Старом. Автор идеи — Роб Томас, создатель успешного сериала «Вероника Марс».
Премьера эпизода в России состоялась 15 февраля 2010 года на канале Муз-ТВ.

## Сюжет
Гарри и Дэбби рассказывают детям о том, что у Гарри есть сын от Трейси. Новость выбивает ребят из колеи — Энни считает, что её отец обманщик, а Диксону грустно от того, что родной сын может стать между ним и его отцом. Ребята рассказывают об этом друзьям. Итан говорит Энни, что им пока не следует афишировать их отношения. Сильвер решает устроить девичник. Адрианна возвращается из лечебницы, а Навид пытается за ней ухаживать. Энни и Наоми решают вместе переживать новость, а Наоми приглашает подругу пройтись по магазинам после школы, что рушит планы Итана и Энни. Сильвер приглашает Наоми на девичник, а Диксон делится своими переживания с подругой. Райан и Кимберли с трудом скрывают свой начавшийся роман. Оззи приглашает Наоми на свидание, но она ему отказывает.
Энни покупает новые сапоги, превысив лимит по кредиту, что не нравится Гарри. Кроме того, отец запрещает ей пойти на вечеринку к Сильвер и приказывает вернуть сапоги в магазин. Однако Энни сбегает на девичник, где она вместе с подругами пьёт пиво и текилу, играя в «Я никогда не…». Вскоре Диксон и Итан приводят в дом Келли своих друзей, а вечеринка начинает набирать обороты. Кимберли пытается получить наркотики, через Джорджа, а тот в свою очередь обращается к Адрианне — девушка пытается игнорировать. Наоми решает дать шанс Оззи и просит Энни составить пару его другу Хулио. Кимберли просит у Адрианны номер её дилера. Навид приходит на вечеринку, и Адрианна приглашает его подняться наверх. Наоми и Оззи говорят по душам, но в определённый момент юноша говорит Наоми, что ему «не нравятся люди, которые играют в игры», после чего он уходит с вечеринки. 
Между тем, Энни и Итан уединяются в комнате, куда чуть было не вошла Наоми, но Сильвер вовремя её отвлекает. Адрианна решает заняться сексом с Навидом, но юноша огорчается, когда понимает, что она таким образом пытается расплатиться с ним за своё лечение. После разговора с Наоми, Энни решает выяснить отношения с Итаном, но ей становится плохо. Джордж видит Райана и Кимберли целующимися. Гарри приезжает на вечеринку, и ребята разбегаются. Мужчина находит расстроенную Энни, и между отцом и дочерью происходит разговор по душам. Джордж говорит Райану, что он видел его с Кимберли и начинает шантажировать учителя, требуя своего возвращения в команду по лакроссу. Когда Райан сообщает об этом Гарри, директор просит мужчину взять оплачиваемый отпуск — это ставит под сомнение репутацию Райана в глазах школьников, которые решили, что он совратил ученицу. Адрианна извиняется перед Навидом, и они становятся парой. Наоми решает начать отношения с Оззи без игр, но, позвонив ему, видит, как Энни и Итан целуются в классе.

## В ролях
| Основной состав: - Шеней Граймс — Энни Уилсон - Тристан Уайлдз — Диксон Уилсон - Анна-Линн Маккорд — Наоми Кларк - Дастин Миллиган — Итан Уорд - Майкл Стэгер — Навид Ширази - Джессика Строуп — Эйрин Сильвер - Райан Эгголд — Райан Меттьюз - Роб Эстес — Гарри Уилсон - Лори Локлин — Дебби Уилсон - Джессика Уолтер — Табита Уилсон | Приглашённые звёзды: - Джессика Лаундс — Адрианна Тэйт-Дункан - Джессика Лукас — Кимберли МакЭнтайер - Майкл Тревино — Оззи Кардоза - Келлан Латс — Джордж Эванс - Рене Росадо — Хулио |

## Факты
- Слоганы эпизода: «It’s Not A Party Until Someone Crosses The Line…» и «Girl’s Night In. Warning: If You’ve Got Secrets, Don’t Do Shots…».

- Когда Энни и Диксон разговаривают в машине возле школы, ремень безопасности Диксона то застёгнут, то расстёгнут; также можно заметить, что красная машина снаружи то появляется, то исчезает.

- Когда Адрианна находит Навида, чтобы перед ним извиниться, юноша сидит на скамейке у стола. Между кадрами, положение актёра меняется — то он сидит на краю скамейки, то стоит позади неё.

- Хотя имя Джессики Уолтер, сыгравшей Табиту Уилсон, есть в титрах, самаактриса не появляется в этом эпизоде.

- Наоми зовёт Энни «Канзас» (англ. Kansas). Аналогично Дилан из оригинального шоу «Беверли-Хиллз, 90210» называл Брендона «Миннесотой» (англ. Minnesota) Также в другом сериале канала The CW «Тайны Смолвиля» (англ. Smallville) героиня Лоис Лейн зовёт Кларка Кента «Смоллвиллем». Как известно, этот город тоже находится в штате Канзас, откуда родом Энни Уилсон и её семья.

- Фасад дома Келли — тот же, что и у дома Баффи Саммерс в сериале «Баффи — истребительница вампиров» (англ. Buffy - The Vampire Slayer). Этот дом расположен в Торенсе, в штате Калифорния недалеко от школы, в которой проходят съёмки для «Школы западного Беверли-Хиллз». Интересно, что та же школа стала старшей школой Саннидэйла в сериале о похождениях истребительницы вампиров.

## Музыка эпизода
Список композиций, звучавших в эпизоде, опубликован на официальном сайте сериала:
- «Believe» в исполнении the Bravery (Сцена: начало эпизода, Энни и Диксон обсуждают признаение Гарри).

- «Is That All You Got» в исполнении Bosshouse (Сцена: Навид поздравляет Адрианну с возвращением в школу).

- «Kiss with A Fist» в исполнении Florence & the Machine (Сцена: Сильвер приглашает Наоми на вечеринку).

- «Turn Me Out» в исполнении Bosshouse (Сцена: Наоми приглашает Адрианну на вечеринку).

- «Trouble Is A Friend» в исполнении Lenka (Сцена: Гарри запрещает Энни идти на вечеринку Сильвер).

- «Old Enough» в исполнении the Raconteurs (Сцена: Девочки играют в «Я никогда...»).

- «Better Than Lies» в исполнении Beehive (Сцена: Страсти накаляются).

- «Phantom Rock» в исполнении Ashley, Jeff & John (Сцена: Адрианна и Навид целуются).

- «Plots» в исполнении the Glove и Kurt Farquhar (Сцена: Энни становится плохо после того, как Итан говорит, что им нужно поговорить).

- «Bad Dream» в исполнении Kurt Farquhar (Сцена: Гарри приезжает  в дом Келли, чтобы остановить вечеринку).

- «Greetings From The Side» в исполнении Gary Jules (Сцена: конец эпизода, Наоми видит Энни и Итана целующимися).

## Критика
В день премьеры в США эпизод посмотрели 2,95 млн зрителей